# Aspidarachna
Aspidarachna är ett släkte av kräftdjur. Aspidarachna ingår i familjen Munnopsidae.
Kladogram enligt Catalogue of Life:
| Aspidarachna | \| \| Aspidarachna carinata \| \| \| \| \| \| Aspidarachna clypeata \| \| \| \| \| \| Aspidarachna glabra \| \| \| \| \| \| Aspidarachna sekhari \| \| \| \| |
|              | \| \| Aspidarachna carinata \| \| \| \| \| \| Aspidarachna clypeata \| \| \| \| \| \| Aspidarachna glabra \| \| \| \| \| \| Aspidarachna sekhari \| \| \| \| |
|              | Aspidarachna carinata |
|              | |
|              | Aspidarachna clypeata |
|              | |
|              | Aspidarachna glabra |
|              | |
|              | Aspidarachna sekhari |
|              | |